# 맥용 인터넷 익스플로러
맥용 인터넷 익스플로러(Internet Explorer for Mac, '매킨토시용 인터넷 익스플로러'로도 부름)는 마이크로소프트가 개발한 매킨토시 플랫폼을 위한 상용 웹 브라우저이다. 초기 버전은 윈도우용의 인터넷 익스플로러와 같은 코드에 기반을 두고 만들어졌으나, 버전 5 이후에는 윈도 버전 인터넷 익스플로러와는 다른 렌더링 엔진인 태즈먼 레이아웃 엔진의 도입으로 차별화되었다.
1997년 마이크로소프트와 애플 사이에 맺어진 5년 간의 계약에 의해, 매킨토시용 인터넷 익스플로러는 맥 OS에 탑재되는 기본 웹 브라우저가 되었으며 이는 2003년에 애플이 개발한 사파리로 대체될 때까지 계속되었다. 그러나, 맥 OS의 기본 웹 브라우저가 사파리로 교체된 뒤에도 매킨토시용 인터넷 익스플로러는 2006년 1월 31일까지 마이크로소프트의 홈페이지에서 계속 제공되었다. 다만, 2000년 3월 27일을 마지막으로, 맥 OS X의 이점을 활용하기 위한 소규모 업데이트와 일부 버그 수정 외에, 중요 업데이트는 더 이상 이루어지지 않았다.
2003년 1월 13일, 마이크로소프트는 매킨토시용 인터넷 익스플로러의 개발 중단을 발표하였다. 2005년 4월 25일에 발표된 맥 OS X 10.4 '타이거'에는 매킨토시용 인터넷 익스플로러가 탑재되지 않았다. 2005년 12월 31일에는 마이크로소프트가 이 제품의 지원을 중단하였고, 2006년 1월 31일에는 마이크로소프트의 매킨토시용 제품 다운로드 사이트에서 인터넷 익스플로러가 제거되었다. 마이크로소프트는 매킨토시용 인터넷 익스플로러 사용자들에게, 최신의 웹 브라우징 기술의 이점을 누리기 위해서 애플의 사파리와 같은 다른 웹 브라우저로 이주할 것을 권장하고 있다.

## 버전 요약
| 맥용 인터넷 익스플로러 버전 | 맥용 인터넷 익스플로러 버전 | 맥용 인터넷 익스플로러 버전                   | 맥용 인터넷 익스플로러 버전 |
| --------------------------- | --------------------------- | --------------------------------------------- | --------------------------- |
| 맥 OS 7, 8, 9 (68k, PPC)    |                             |                                               |                             |
| 버전                        | 날짜                        | 비고                                          | 레이아웃 엔진               |
| 버전 2.0                    | 1996년 4월 23일             |                                               |                             |
| 버전 2.1                    | 1996년 8월                  |                                               |                             |
| 버전 3.0                    | 1997년 1월 8일              | 초기에 PPC에만 제공. 128비트 SGC 암호화.      |                             |
| 버전 3.01                   | 1997년 5월 14일             | 맥 OS 8에 포함됨                              |                             |
| 버전 4.0                    | 1998년 1월 6일              | 맥 OS 8에 포함됨                              |                             |
| 버전 4.5                    | 1999년 1월 5일              |                                               |                             |
| 버전 5.0                    | 2000년 3월 27일             |                                               | 태즈먼 v0                   |
| 버전 5.1                    | 2001년 12월 18일            |                                               | 태즈먼 v0.1                 |
| 버전 5.1.4                  | 2002년 4월 16일             |                                               | 태즈먼                      |
| 버전 5.1.5                  | 2002년 7월 5일              |                                               | 태즈먼                      |
| 버전 5.1.6                  | 2002년 9월 25일             |                                               | 태즈먼                      |
| 버전 5.1.7                  | 2003년 7월                  |                                               | 태즈먼                      |
| 맥 OS X (PPC)               |                             |                                               |                             |
| 버전                        | 날짜                        | 비고                                          | 레이아웃 엔진               |
| 버전 5                      | 2000년 5월 15일             | 맥 OS X DP4에 공개됨                          | 태즈먼 v0                   |
| 버전 5.1.1                  | 2001년 5월 23일             |                                               | 태즈먼 v0.1                 |
| 버전 5.1.2                  | 2001년 9월 25일             | 맥 OS X 10.1에 공개됨                         | 태즈먼                      |
| 버전 5.1.3                  | 2001년 10월 23일            | Microsoft Security Bulletin MS01-053에 공개됨 | 태즈먼                      |
| 버전 5.2                    | 2002년 6월 17일             |                                               | 태즈먼                      |
| 버전 5.2.1                  | 2002년 7월 5일              |                                               | 태즈먼                      |
| 버전 5.2.2                  | 2002년 9월 25일             |                                               | 태즈먼                      |
| 버전 5.2.3                  | 2003년 6월 16일             | 마지막 버전                                   | 태즈먼 v0.9                 |

## 같이 보기
- 마이크로소프트 엣지
- 인터넷 익스플로러
- 웹 브라우저 목록

1. ↑  “Mactopia: Download: Internet Explorer 5.2.3 for Mac OS X”. 2004년 3월 19일에 원본 문서에서 보존된 문서.